# Serica nana
Serica nana är en skalbaggsart som beskrevs av Brenske 1898. Serica nana ingår i släktet Serica och familjen Melolonthidae. Inga underarter finns listade i Catalogue of Life.